# John Claude Nattes
John Claude Nattes (1765-1839) est un aquarelliste et dessinateur d'origine française ou anglaise.

## Biographie
En 1789, Joseph Banks lui a commandé le relevé des bâtiments du Lincolnshire, ce qui a abouti à plus de 700 dessins et aquarelles, réalisés entre 1789 et 1797 et actuellement conservés à la Bibliothèque centrale de Lincoln. Cet ensemble de travaux fournit aux chercheurs une grande partie du matériel d'étude sur la topographie pré-victorienne.
Il est membre fondateur de la Société royale des aquarellistes, fondée en 1804, mais est renvoyé deux ans plus tard pour avoir exposé le travail d'autres artistes. Il continue d'exposer à la Royal Academy de Londres jusqu'en 1814.
Alors que certaines sources affirment qu'il est mort en 1822, à Londres, il semble très probable que Nattes soit en fait décédé à Douvres en 1839. Cette date ultérieure de disparition est soutenue par sa présence comme témoin au mariage de Robert Holdsworth Hunt Carew et Bridget Margaret Barber, le 16 juin 1836, à Holy Trinity Church Clapham.
Selon le musée de Douvres, « les registres paroissiaux montrent que John Claude Nattes, de Welbeck Street, Cavendish Square, dans le Middlesex (Londres), est mort le 7 septembre 1839 à Douvres, âgé d'environ 75 ans. Ses obsèques ont eu lieu à l'église Sainte-Marie de Douvres, le 14 septembre 1839, et il a été enterré dans le cimetière Cowgate de Douvres où la pierre tombale peut encore y être aperçue ». Il semble que Nattes ait demeuré temporairement à Douvres pour les bienfaits pour sa santé des bains de mer et de l'air marin.
John Claude Nattes a épousé Sarah Barber, fille de William Barber et de sa femme Jane. Charles Claude Nattes, son fils (né 1794), est décédé en 1818 à Penang. Sarah Nattes, née Barber, est décédée fin 1845, à Wandsworth (Sussex), laissant ses biens à sa sœur célibataire, Amy Barber, qui laisse à son tour ses biens à des membres de la famille Barber. Le nom de Nattes a été pris comme deuxième nom par Joséphine Nattes Turnbull, fille de Sarah Barber Dent (sœur de Bridget Margaret Barber) et Thomas Turnbull.